# Liseberg
Liseberg is een attractiepark in Göteborg in Zweden. Het park is geopend in 1923, is gelegen aan de snelweg en is te zien bij binnenkomst van Göteborg. Het park ontvangt per jaar ongeveer 3 miljoen bezoekers, waarmee het het meest bezochte attractiepark van Scandinavië is. Een van de meest opvallende attracties van het park is de houten achtbaan Balder, die tweemaal (in 2003 en 2005) is verkozen tot de beste houten achtbaan in de wereld. Daarnaast is het in 2005 verkozen tot een van de tien beste pretparken in de wereld bij Forbes.
Aanvullend op het zomerseizoen, is het park ook geopend in november en december weliswaar met minder ritten. In deze maanden organiseert het park een Halloween evenement met verschillende spookhuizen en een kerstmarkt met Zweedse specialiteiten zoals glühwein en döner kebab van rendiervlees.
De officiële kleuren van het park zijn roze en groen die te zien zijn bij de toegangspoort van het park en in de oudere gebouwen. De kleuren zijn overgenomen uit het logo die is aangenomen in de jaren '80, maar in 2013 werd gewijzigd naar het huidige roze logo. Het symbool en de mascotte van Liseberg is een groen-roze konijn.

## Geschiedenis

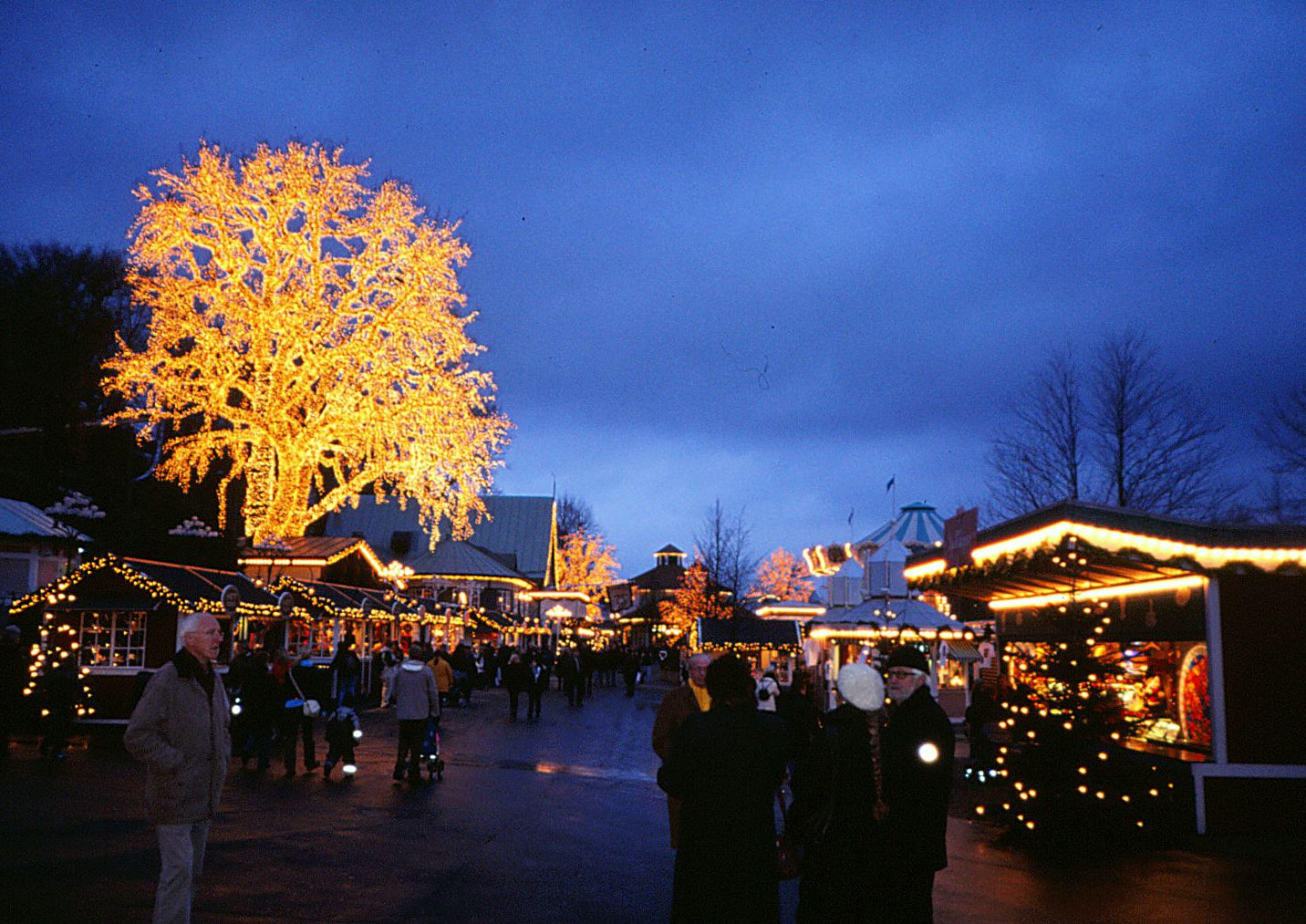
Kerstmarkt op Liseberg

In 1752 noemde Johan Anders Lamberg zijn grond Lisa's berg naar zijn vrouw Elisabeth Söderberg. Uiteindelijk werd het gebied bekend onder de naam Liseberg.
In 1908 kocht de stad Göteborg de grond inclusief de gebouwen voor 225.000 Zweedse kroon.
In 1923 vierde de stad zijn 300ste verjaardag met de Göteborg Expositie, dat bestond uit een pretpark en congrespark. Het terrein opende op 8 mei en bestond uit een aantal glijbanen en de circa 300 meter lange Kanneworffska kabelspoorweg, ontwerpen door de Deense bouwer Waldemar Lebech. Deze baan is uiteindelijk gesloopt in 1987 na 41 miljoen bezoekers. Het pretpark was eigenlijk bedoeld als een tijdelijk onderdeel van de expositie, maar door het grote succes van 800.000 bezoekers per dag is besloten dat het behouden werd. Het park met een oppervlakte van 150.000 m2 en kostte 2,6 miljoen Kroon.
Op 24 november 1924 werd het Liseberg pretpark opgekocht door de gemeente Göteborg voor de prijs van 1 miljoen Kroon. In 1925 werd het park al weer overgenomen door het gemeentelijke bedrijf Liseberg AB. De eerste parkdirecteur en een van de eerste intiatiefnemers was de legendarische "timmerman van Skåne" Herman Lindholm die het park bestuurde van 1923 tot 1942.
Op 13 augustus 1935 werd het Liseberg Bath geopend. Dit zwembad met een breedte van 15 meter en een lengte van 36 meter en onderwater lichten en kunstmatige golven. Het zwembad had een capaciteit van 800 bezoekers en kostte 50 cent. De faciliteit werd geopend door de olympische zwemmer Arvid Wallman. In 1956 werd het zwembad gesloten en in 1962 werd het gesloopt.
Op 10 januari 1940 werd Rotundan geopend, een van de grootste danshallen. Het gebouw werd ontworpen door Axel Jonson,  duurde een jaar en kostte 500.000 Kroon. De dansvloer had een capaciteit van 1.2000 personen en op de bovenverdieping opende de bar Uggleklubben. In 1956 werd het gebouw voor 1 miljoen kroon gerenoveerd en werd de naam gewijzigd naar Rondo.
In 1947 opende Liseberg AB het eerste hotel: Hotell Liseberg Heden. Een van de doelstellingen van Liseberg was vanaf het begin dat het recreatie en natuur zou bieden voor de inwoners van de stad. In 1959 opende het park een bloemententoonstelling met de naam Princess Brigitta. Tijdens de openingsceremonie werden er met een helikopter 15.000  bloemen over het park gestrooid. In 1977 werd het Honor Palace geopend, een tentoonstelling van handafdrukken van bekende wereldsterren. Destijds waren er 50 afdrukken maar tegenwoordig zijn dit er meer. Er worden jaarlijks sterren gekozen die in het gebied moeten worden tentoongesteld.
In 1991 werd Liseberg Guest AB gevormd met de verantwoordelijkheid voor het beheer van de campings en de haven van Göteborg. In de jaren '90 werd het park uitgebreid met 35.000 m2 en werden er nieuwe attracties geopend. In 2015 werden verschillende bedrijven samengevoegd tot Liseberg AB.

## Het Park
Naast de 30 attracties in Liseberg zijn er ook vele andere locaties zoals podia, danshallen, restaurants en arcadehallen te vinden. Het park heeft twee ingangen, gelegen aan de Örgrytevägen en de Getebergsled. Het terrein is grotendeels bebost en bevat een botanische tuin met de naam Lisebergs Lustgarten. Deze tuin is bekend om zijn watervallen, kunstwerken en verscheidenheid aan planten. Ook zijn er twee podia te vinden op het terrein, de Main Stage en Kvarnteatern. Op de Main Stage hebben verschillende bekende bands zoals ABBA en The Rolling Stones opgetreden. Het kleinere Kvarnteatern is bedoeld voor kleinere evenementen, voornamelijk voor kinderen. Tegenwoordig zijn er nog twee danshallen te vinden op het park onder de namen Polka en Taube Scene. Polka is geopend in 1925 en is sindsdien verhuisd naar de huidige locatie. Taube Scene is vernoemd naar Evert Taube en wordt voornamelijk gebruikt voor jazz en het Lisebergs Orchestra. Buiten het park zijn er ook nog faciliteiten te vinden, zoals de evenementen- en sporthal Lisebergshallen, de showhal Rondo en het Liseberg Theater.
Verschillende Zweedse artiesten hebben opgetreden op Liseberg sinds de opening. Onder hen zijn Zarah Leander, Maurice Chevalier, Marlene Dietrich, Evert Taube, ABBA, Birgit Nilsson, Pernilla Wahlgren en Carola Häggkvist. Artiesten zoals Sonya Hedenbratt, Hagge Geigert en Laila Westersund zijn meerdere keren teruggekeerd. Politicus Olof Palme gaf een speech op de Main Stage na zijn laatste verkiezingen in 1985.
Naast Zweedse artiesten hebben er ook verschillende internationale artiesten opgetreden op de podia in het park. Onder hen zijn Bob Marley, Led Zeppelin, The Rolling Stones, Cliff Richard, Nightwish, Delta Rhythm Boys, The Jimi Hendrix Experience, Cat Stevens, The Beach Boys, The Kinks, The Who, PJ Proby, The Mothers of Invention, Bill Haley & His Comets, Procol Harum en Toto.

## Attracties

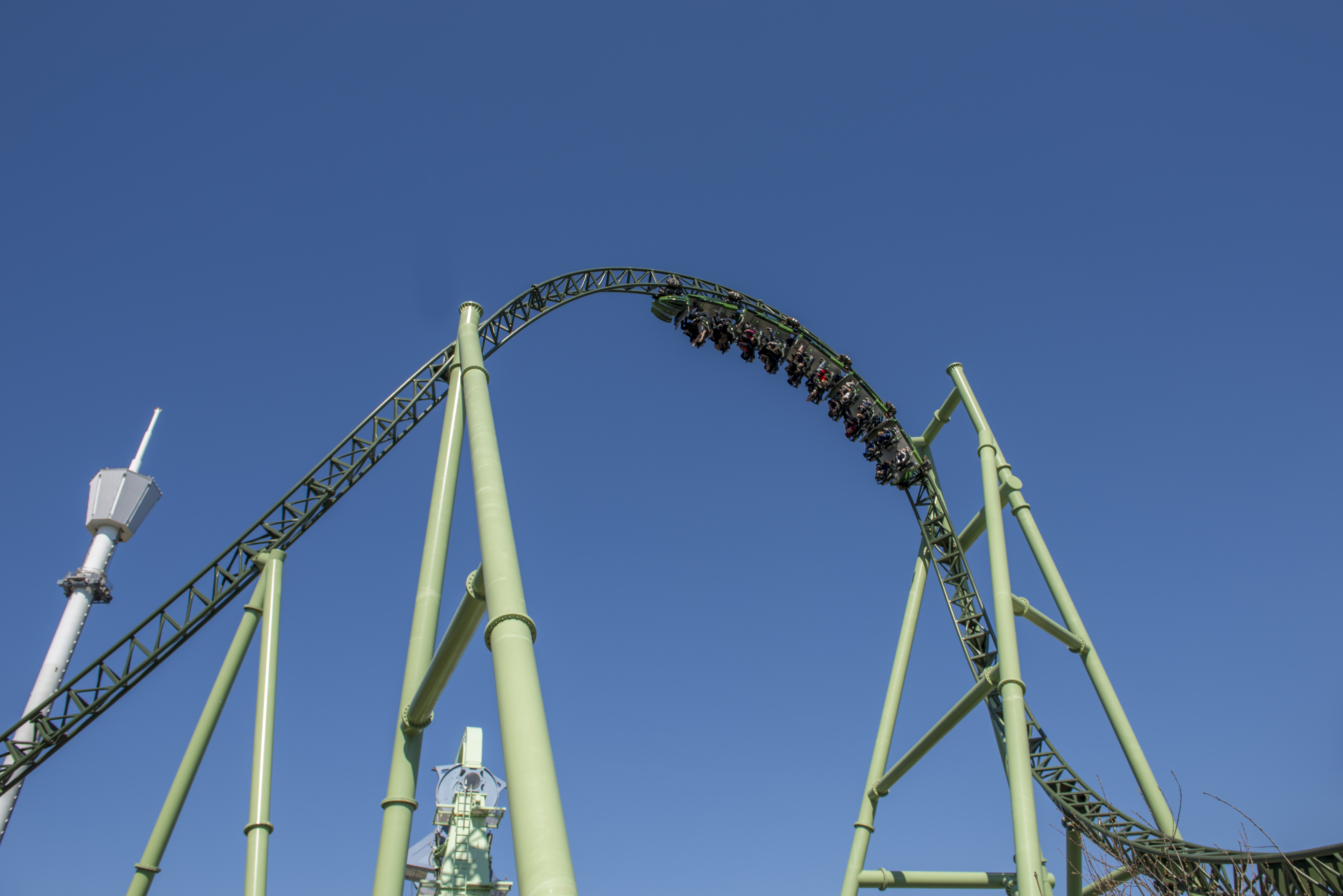
De Helix in 2014.

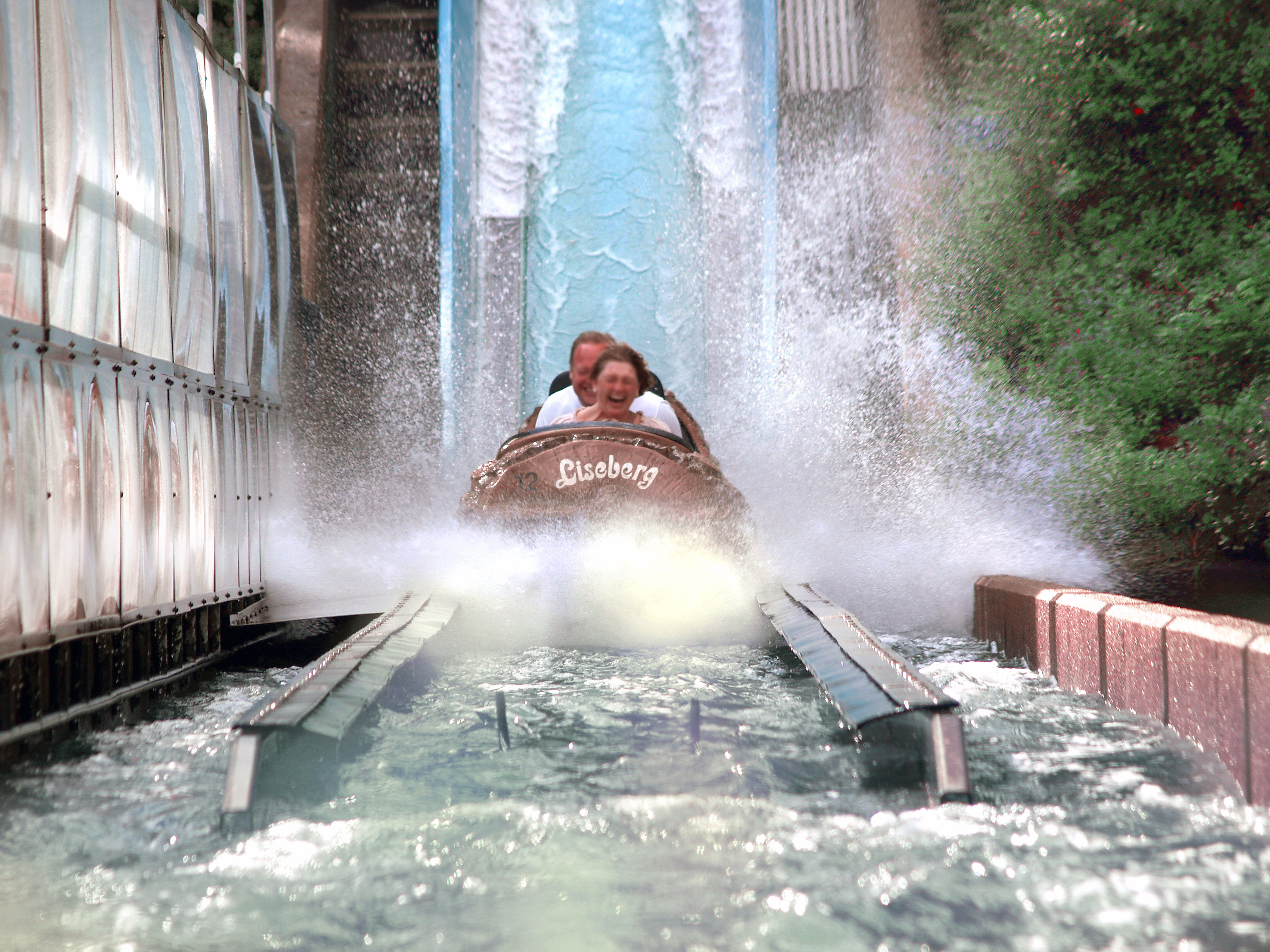
De FlumeRide in 2010

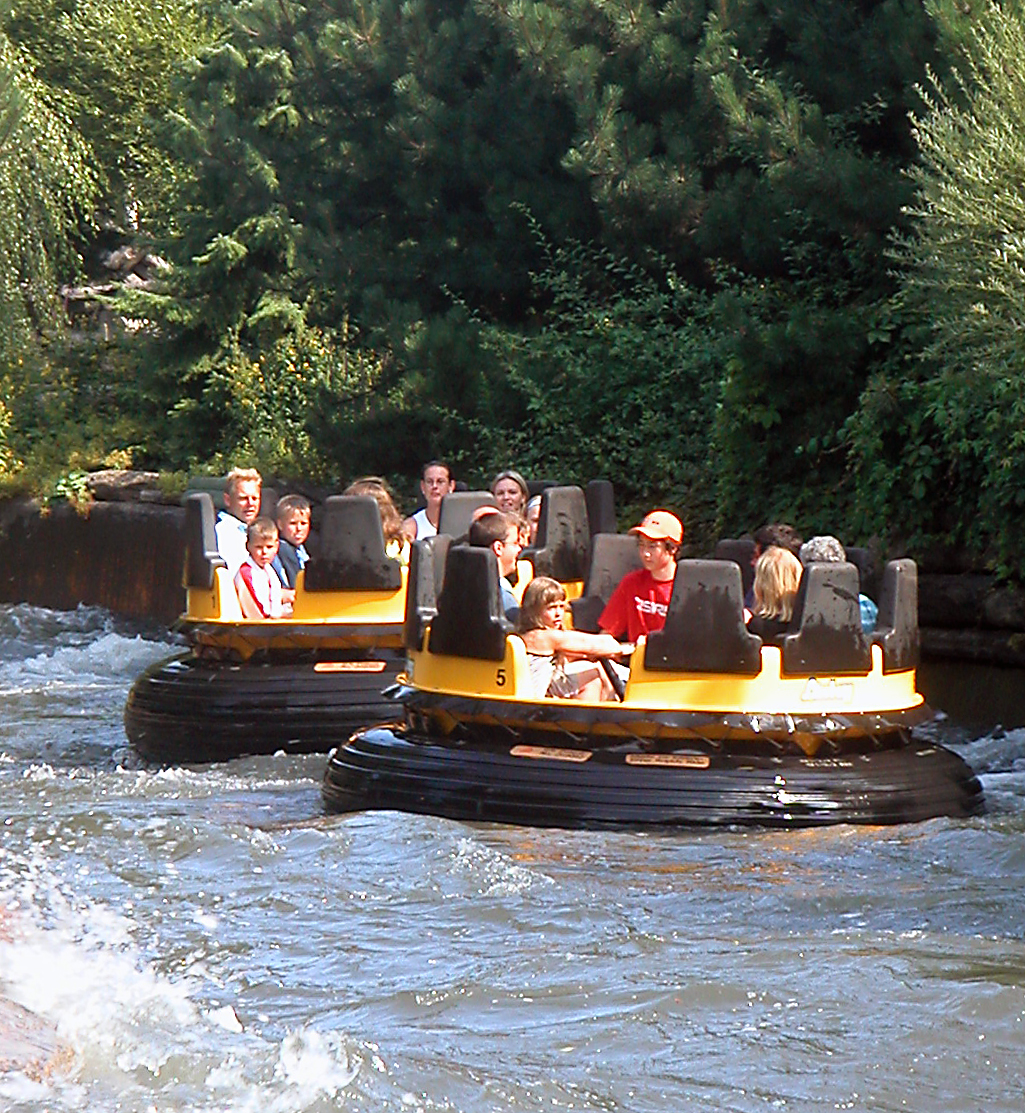
De Kållerado in 2004

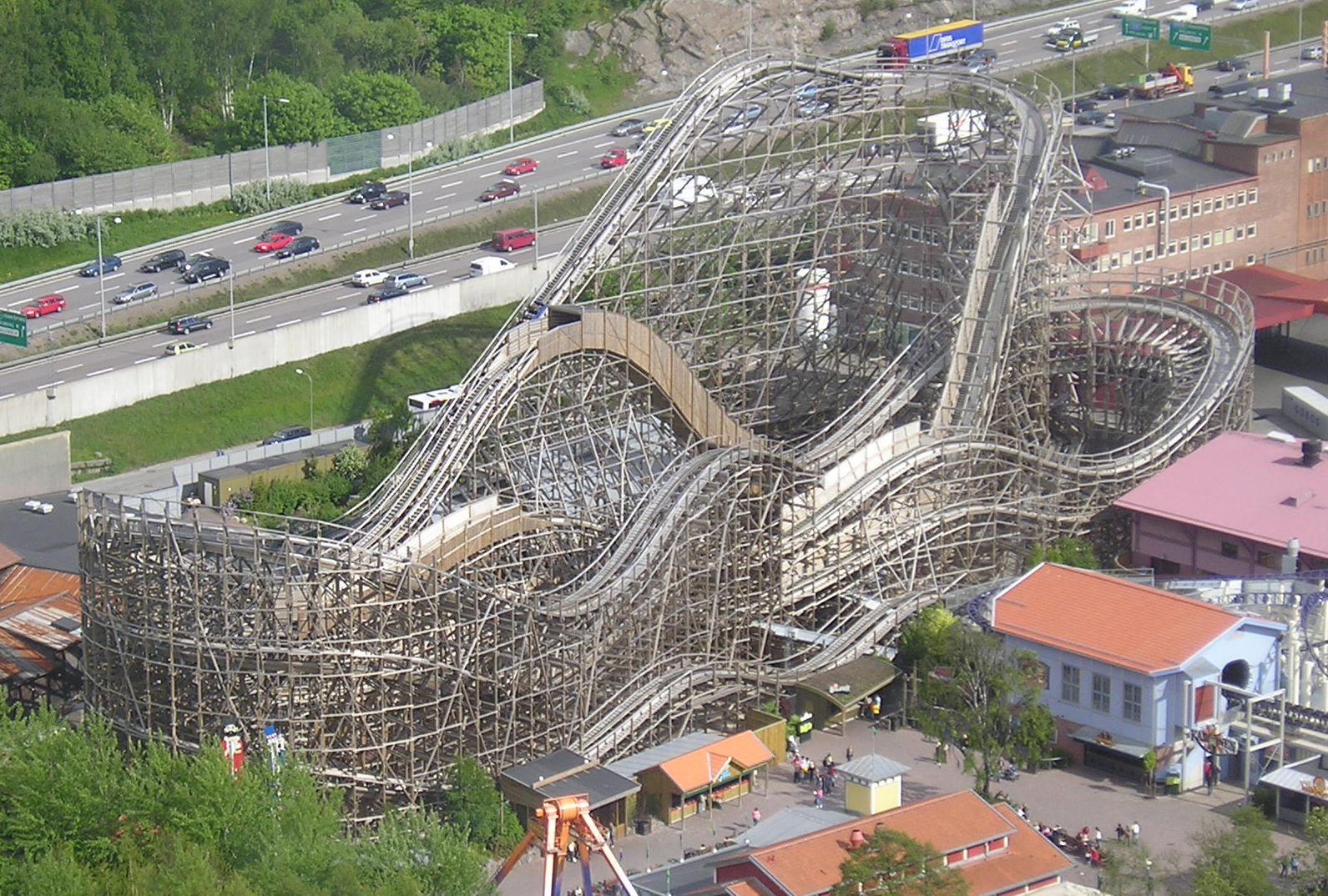
Balder in 2006.

### Achtbanen
| Naam          | Type attractie         | Jaartal opening | Bouwer               | Opmerkingen                                              |
| ------------- | ---------------------- | --------------- | -------------------- | -------------------------------------------------------- |
| Balder        | Houten achtbaan        | 2003            | Intamin              | In 2003 en 2005 uitgeroepen tot de beste houten achtbaan |
| Helix         | Stalen lanceerachtbaan | 2014            | MACK Rides           | Op een na langste achtbaan met inversies ter wereld      |
| Lisebergbanan | Stalen achtbaan        | 1987            | Anton Schwarzkopf    | Persoonlijk favoriete achtbaan van ontwerper Schwarzkopf |
| Luna          | Stalen achtbaan        | 2023            | Vekoma               |                                                          |
| Rabalder      | Stalen achtbaan        | 2009            | Zierer               |                                                          |
| Stampbanan    | Stalen achtbaan        | 2013            | Preston & Barbieri   |                                                          |
| Valkyria      | Duikachtbaan           | 2018            | Bolliger & Mabillard | Langste, snelste en hoogste duikachtbaan van Europa      |

### Waterattracties
- Flume Ride - een boomstamattractie met twee afdalingen. Gebouwd door Arrow Development
- Kållerado - een Rapid river gebouwd door Intamin

### Overige attracties
- AeroSpin - een soort zweefmolen gebouwd door Gerstlauer
- AtmosFear - een ronddraaiende Vrije val van 116 meter hoogte, geopend in 2011 door Intamin
- Bumper Cars - botsauto's, geopend in 1988
- Bushållplatsen
- Children's Paradise
- Cyklonen
- Dragonboats - kinderattractie met rondrijdende Vikingschepen
- Fishing Boats
- Flygis
- Flying Elephants
- Gasten Ghost Hotel
- Hanghai - Disk'O gebouwd door Zamperla
- Hissningen
- Hoppalång
- House of Mirrors – spiegeldoolhof geopend in 1961
- Högspänningen
- JukeBox – een Polyp van Gerstlauer uit 2012.
- Kaninlandsbanan
- Lilla Lots
- The Liseberg Wheel – een 60 m hoog reuzenrad uit 2012.
- Loke – een 27 m hoge frisbee van Intamin uit 2017.
- Mechanica -een Zierer Starshape die in 2015 opende. Volgens het park heeft deze attractie de langste soundtrack van alle pretpark attracties op de wereld (120 minuten aan muziek geproduceerd door Imascore).
- Oldtimers
- Rabbit Land
- Rabbit river - een bootjesattractie voor jonge kinderen.
- Screamin' Swing
- Skepp o' skoj
- Teacups
- Tuta & Körr
- Uppswinget – een Screamin' Swing van S&S Worldwide uit 2007.
- Venetian Carousel
- Waltzer
- Wave Swinger – Een zweefmolen van Zierer uit 1989.

### Verwijderde attracties
- Kanonen ("het kanon") - een compacte lanceerachtbaan van Intamin waarbij je door enkele loopings gaat en over een vrij lage top hat.

## Entree
Het systeem van entreegeld is anders dan in de Benelux vaak het geval is: men betaalt een vast toegangsbedrag, en kan daarna kiezen tussen een hoger all-in tarief of voor het apart betalen bij elke attractie.
Het park is ook zeer goed bevriend met coasterclubs, mensen die lid zijn van zo een erkende club hebben gratis toegang tot het park op vertoon van een geldige lidkaart.

## Bezoekers
- 1999 – 2,5 miljoen bezoekers
- 2000 – 3,1 miljoen bezoekers (voor het eerst geopend met kerstmis)
- 2001 – 3,0 miljoen bezoekers
- 2002 – 3,0 miljoen bezoekers
- 2003 – 3,4 miljoen bezoekers
- 2004 – 2,9 miljoen bezoekers
- 2005 – 3,2 miljoen bezoekers
- 2006 – 2,9 miljoen bezoekers
- 2007 – 3,1 miljoen bezoekers
- 2008 – 3,0 miljoen bezoekers
- 2009 – 3,1 miljoen bezoekers
- 2010 – 2,9 miljoen bezoekers
- 2011 – 2,9 miljoen bezoekers
- 2012 – 2,8 miljoen bezoekers
- 2013 – 2,8 miljoen bezoekers
- 2014 – 3,1 miljoen bezoekers
- 2015 – 2,9 miljoen bezoekers
- 2016 – 2,9 miljoen bezoekers
- 2017 – 2,9 miljoen bezoekers

## Gebeurtenissen
- 1985, twee lege treinen van een achtbaan botsen; de botsing veroorzaakt letsel bij sommige medewerkers.
- 1997, 25 jongeren zijn drie uur opgesloten wanneer bij de attractie "Kater" een storing optreedt.
- 2002, zes kleine kinderen lopen kleine verwondingen op, als een veiligheidsvergrendeling op de attractie "De Kleine Kikkers" niet gesloten is.
- 2005, een stroomstoring treft West-Zweden, waardoor alle attracties stilvallen. Veel mensen zitten vast in diverse attracties in verschillende posities. Het ongemak veroorzaakt geen verwondingen.
- 15 juli 2006, 21 mensen raken gewond, wanneer twee achtbaantreinen op elkaar botsen. De crash vond plaats, toen de ketting, die de treinen omhoog brengt op de eerste klim, defect was, waardoor een volledig geladen trein naar achteren rolde en op het laadplatform tegen een andere trein botste.
- 2 september 2006, een man houdt verwondingen over aan het vallen van een vlaggenmast.
- 8 oktober 2006, een vrouw van in de dertig raakt ernstig gewond op de boottocht "FlumeRide". Op de 14-meterhelling raakte de vrouw blijkbaar in paniek, waardoor ze uit de boot viel. Hierdoor werd ze geraakt door twee andere boten. De vrouw raakte zwaargewond, maar is uiteindelijk volledig hersteld.
- 15 juli 2008, 36 mensen raakten gewond toen de attractie Rainbow instortte. Vijf of zes mensen werden met spoed naar het ziekenhuis gebracht.[3]
- 12 februari 2024, er breekt een grote brand uit in het gloednieuwe waterpark Oceana. Het park, dat in de zomer van 2024 geopend zou worden, kan als verloren worden beschouwd.